# Inter ea
Inter ea (lat.: Zwischen diesen) ist eine Enzyklika von Papst Gregor XVI., sie wurde am 1. April 1842 promulgiert und befasst sich mit der Entwicklung in einigen schweizerischen Kantonen.
Die in der Mitte des 19. Jahrhunderts entworfenen liberalen Verfassungen in einigen schweizerischen Kantonen gewährleisteten die Glaubensfreiheit, aber auch die Rechte der evangelisch-reformierten Landeskirche. Sie führten aus der Sicht des Papstes Gregor XVI. zu gegenkirchlichen Gesetzen. In dieser Enzyklika warnte der Papst vor mögliche Gefahren, die der katholischen Kirche drohen würden. Er protestierte gegen die in den Verfassungen verbriefte Glaubensfreiheiten und forderte dazu auf, sich gegen diese Entwicklung zur Wehr zu setzen.